# Vic Amuso
Vittorio "Little Vic" Amuso (né le 4 novembre 1934) est un mafieux américain qui est le parrain de la Famille Lucchese depuis 1987. Amuso purge actuellement une condamnation à vie pour assassinat et racket au pénitencier de Coleman en Floride. Son matricule est le #2 (USP-2) FCC.